# Südostasienspiele 2001
Die Südostasienspiele 2001, englisch als Southeast Asian Games (SEA Games) bezeichnet, fanden vom 8. bis 17. September 2001 in Kuala Lumpur statt. Es war die 21. Auflage der Spiele. Es nahmen mehr als 4000 Athleten und Offizielle aus 10 Ländern in 32 Sportarten an den Spielen teil.

## Medaillenspiegel
| Platz | Land        | Gold | Silber | Bronze | Gesamt |
| ----- | ----------- | ---- | ------ | ------ | ------ |
| 1     | Malaysia    | 111  | 98     | 86     | 382    |
| 2     | Thailand    | 103  | 86     | 89     | 278    |
| 3     | Indonesien  | 72   | 74     | 80     | 226    |
| 4     | Vietnam     | 33   | 35     | 64     | 132    |
| 5     | Philippinen | 31   | 65     | 67     | 163    |
| 6     | Singapur    | 22   | 31     | 42     | 95     |
| 7     | Myanmar     | 19   | 14     | 53     | 86     |
| 8     | Laos        | 1    | 3      | 7      | 11     |
| 9     | Kambodscha  | 1    | 1      | 5      | 7      |
| 10    | Brunei      | 0    | 5      | 6      | 11     |

## Sportarten
- Badminton
- Basketball
- Billard
- Bogenschießen
- Bowling
- Bowls
- Boxen
- Fechten
- Fußball
- Gewichtheben
- Golf
- Hockey
- Judo
- Karate
- Leichtathletik
- Netball
- Pencak Silat
- Pétanque
- Radsport
- Reiten
- Rudern
- Schießen
- Schwimmsport
- Segeln
- Sepak Takraw
- Squash
- Taekwondo
- Tennis
- Tischtennis
- Turnen
- Volleyball
- Wushu